# Rio Cubã
Cubã (Kuban) é um curso de água da Rússia, sendo o principal rio de drenagem das vertentes norte do Cáucaso ocidental.
Tem a nascente próximo do mais alto cume da Europa, o monte Elbrus, e drena uma bacia com cerca de 57 900 km² ao longo de um comprimento de 870 km, antes de desaguar no mar de Azove. É navegável na maior parte do seu curso.
Atravessa a Carachai-Circássia de sul para norte e inflecte para ocidente próximo da cidade de Stavropol. Mais adiante define a fronteira norte da Adiguésia.
1. ↑  Enciclopédia Barsa. Volume 6. São Paulo: Encyclopaedia Britannica Editôres. 1967. p. 64